# 雅塘镇
雅塘镇，是中华人民共和国广东省湛江市廉江市下辖的一个乡镇级行政单位。

## 行政区划
雅塘镇下辖以下地区：
雅塘社区、新糖社区、雅塘村、松树下村、高山下村、东街山村、坡仔村、百丰山村、江东村、山角村、那贺村、陀村和大人岭村。